# Christelle Sohun
Christelle Sohun (* 9. August 1981) ist eine mauritische Diplomatin. Sie wurde im Mai 2021 Botschafterin ihres Landes in Berlin.

## Werdegang
Christelle Sohun absolvierte bis 2003 ein Studium zum Bachelor of Laws an der University of Wolverhampton. Sie erhielt 2005 ein Zertifikat im internationalen Handelsrecht der University of Wales und 2006 ein weiteres Postgraduierten-Diplom. In diesem Jahr wurde sie bei der Anwaltskammer Middle Temple Inns als Barrister für England und Wales zugelassen. Ihre Zulassung als Rechtsanwältin der Republik Mauritius erfolgte 2010.
Sohun arbeitete von 2004 bis 2008 als Rechtsberaterin in London sowie bis 2010 als Referendarin und Rechtsberaterin in Mauritius. Nach der Tätigkeit als Rechtsanwältin übernahm sie 2015 eine Führungsposition im Bereich von Untersuchungen und unabhängigen Überprüfungen von Finanztransaktionen. Zeitweise war Sohun auch als Journalistin tätig und 2015 im Ausschuss von Transparency Mauritius für die Vergabe der Auszeichnung für investigativen Journalismus.
Sohun trat 2017 in den diplomatischen Dienst ihres Landes ein. Sie wurde Hochkommissarin in Australien und 2018 sowie 2019 auch in Neuseeland bzw. als Botschafterin in Japan akkreditiert. Da ihr Förderer Ivan Collendavelloo sich vor der Antikorruptionskommission ICAC verantworten musste, verzögerte sich ihr Wechsel nach Berlin von 2020 auf 2021.
Christelle Sohun wurde am 6. Mai 2021 zur außerordentlichen und bevollmächtigten Botschafterin von Mauritius in Deutschland akkreditiert. Sie spricht Englisch und Französisch.